# Lac Julio Roca
Le Lac Julio Roca est un lac andin d'origine glaciaire situé en Argentine, à l'ouest de la province de Río Negro, dans le département de Bariloche, en Patagonie. 

## Toponymie
Il porte le nom de Julio Argentino Roca, général et président argentin sous le gouvernement duquel la plus grande partie de la Patagonie fut intégrée dans le territoire du pays.

## Description

Carte du parc national Nahuel Huapi.

Le lac se trouve sur le territoire du parc national Nahuel Huapi. Il s'allonge du sud-ouest au nord-est sur près de 5,5 kilomètres. 
Ses rives sont recouvertes d'un dense manteau forestier et dépourvues d'établissement humain. 
Le lac fait partie du bassin versant du río Manso dont il n'est séparé que par un bref émissaire, long de 300 mètres. Il appartient de ce fait au bassin de l'Océan Pacifique.
Comme tributaires, le lac reçoit les eaux des arroyos Felipe et Linco, émissaires respectivement des lacs Felipe et Linco.

## Tourisme
Un camping est établi sur sa rive. Tout près du lac se trouve la Cascada de los Alerces (Cascadea des Cyprès) sur le río Manso, une destination  touristique très populaire auprès des visiteurs venus de San Carlos de Bariloche.

## La forêt
Les forêts qui entourent le lac sont composées surtout de lengas (Nothofagus pumilio) et de coihués (Nothofagus dombeyi). Vers l'ouest, la densité et la variété végétales augmentent. C'est ici le domaine de la « selve valdivienne ». La région occidentale du lac bénéficie d'une protection particulière, étant donné qu'il se trouve dans la zone de réserve stricte du parc national. Il faut une autorisation spéciale pour pénétrer dans cette partie. Certains alpinistes la visitent, pour arriver au petit lac Felipe. 